# Festival international de Dougga
Le Festival international de Dougga (arabe : مهرجان دقة الدولي) est un festival annuel de musique ayant lieu aux mois de juillet et août, depuis 1920, au sein du site archéologique de Dougga en Tunisie.
Considéré comme l'un des festivals arabes les plus importants, le Festival international de Dougga est abrité par le théâtre romain de Dougga, doté d'une capacité d'accueil d'environ 3 000 spectateurs.
Le festival a drainé depuis sa fondation les artistes les plus réputés du monde arabe, comme Majida El Roumi, Duraid Lahham, Amina Rizk, Abdullah Gaith (en) et Sabah Jazairi (ar).

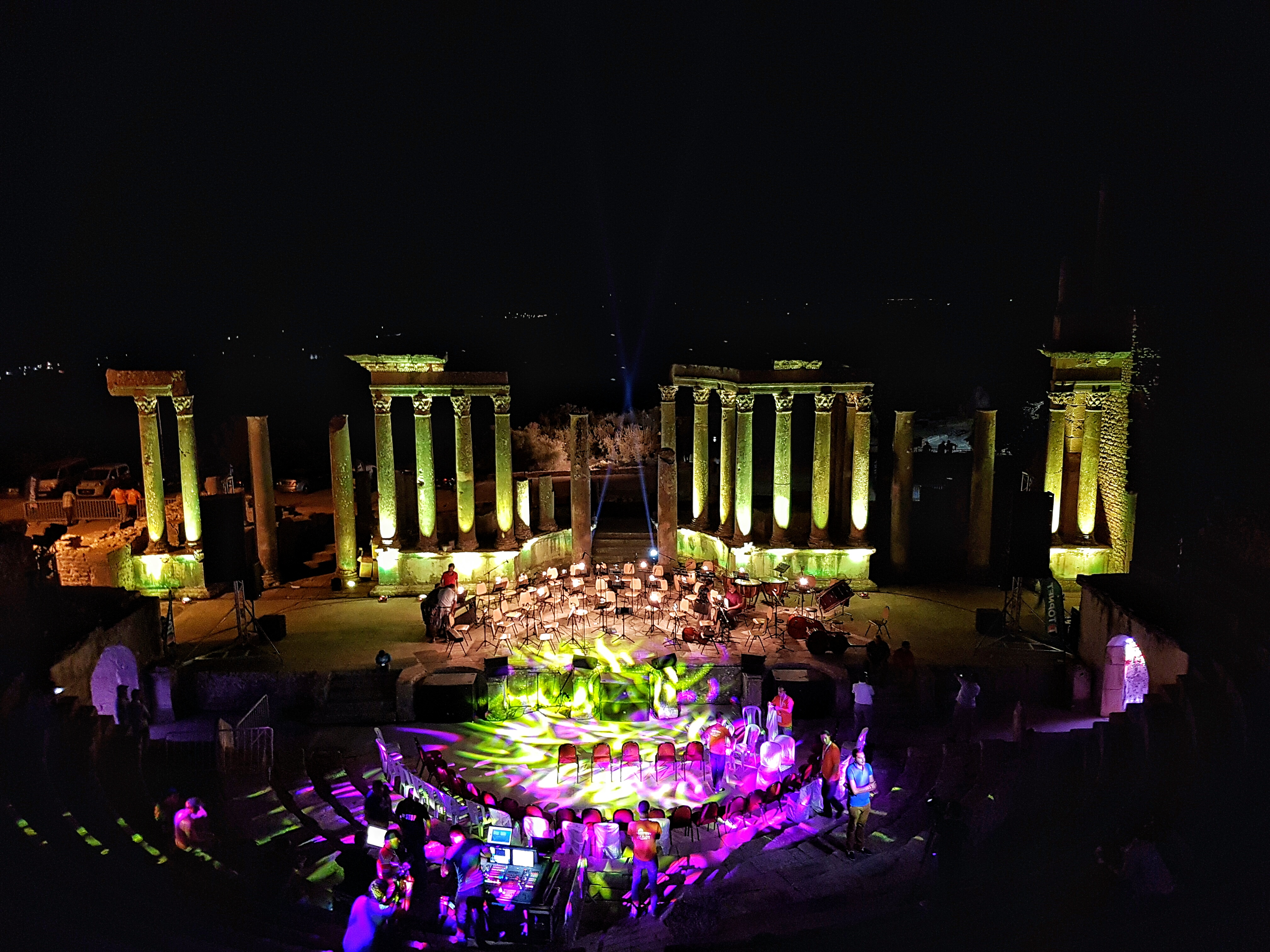
Théâtre de Dougga avant un concert de l'orchestre symphonique tunisien (40e édition).
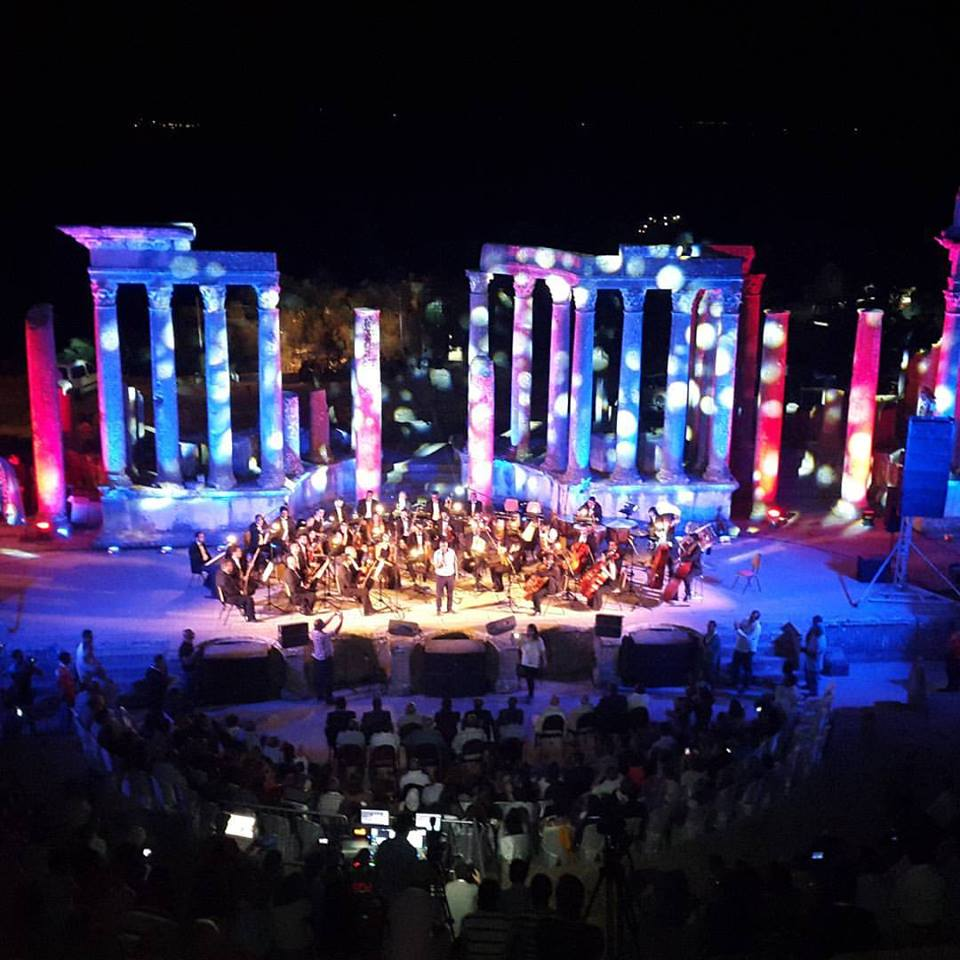
Concert de l'Orchestre symphonique tunisien (40e édition).
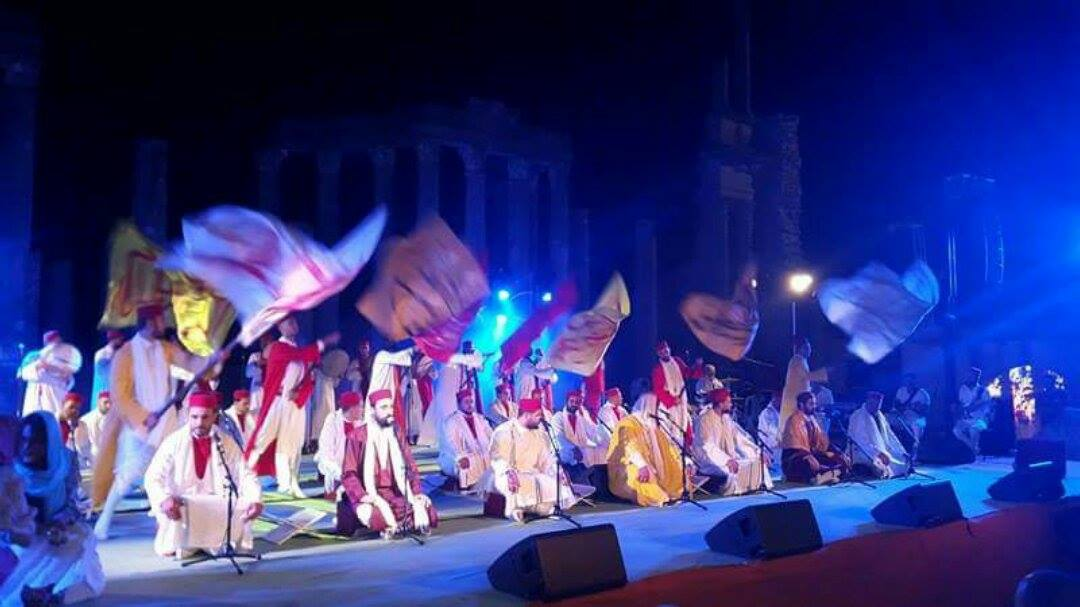
Représentation du spectacle Ziara (40e édition).
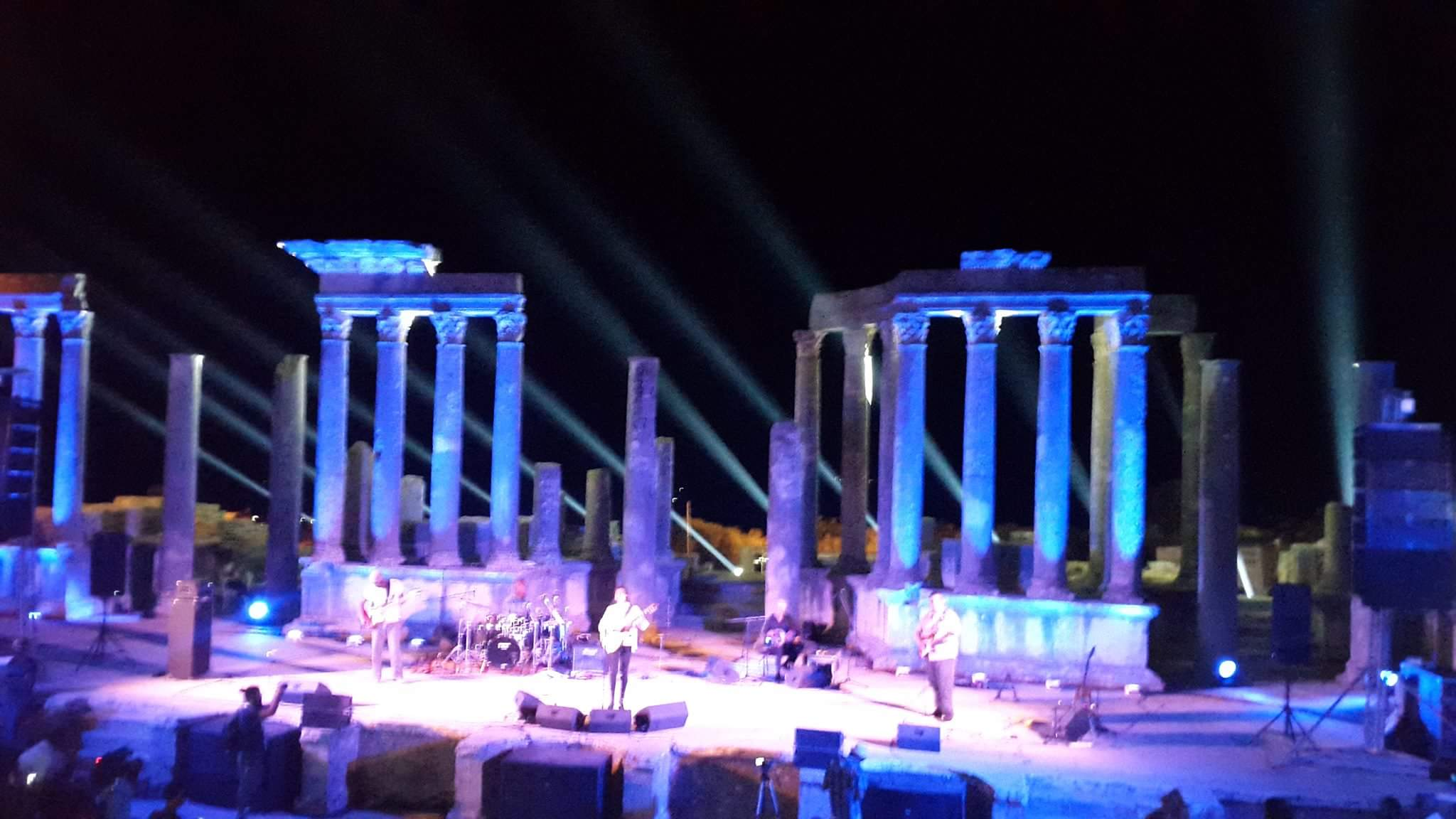
Concert de Souad Massi (40e édition).